# Lijst van departementen en arrondissementen in Grand Est
De Franse regio Grand Est heeft de volgende departementen en arrondissementen:

## Ardennes
- Charleville-Mézières
- Rethel
- Sedan
- Vouziers

Zie ook lijsten van de kantons en de gemeentes.

## Aube
- Bar-sur-Aube
- Nogent-sur-Seine
- Troyes

Zie ook lijsten van de kantons en de gemeentes.

## Bas-Rhin
- Haguenau-Wissembourg
- Molsheim
- Saverne
- Sélestat-Erstein

Zie ook lijsten van de kantons en de gemeentes.

## Haute-Marne
- Chaumont
- Langres
- Saint-Dizier

Zie ook lijsten van de kantons en de gemeentes.

## Haut-Rhin
- Altkirch
- Colmar-Ribeauvillé
- Mulhouse
- Thann-Guebwiller

Zie ook lijsten van de kantons en de gemeentes.

## Marne
- Châlons-en-Champagne
- Épernay
- Reims
- Vitry-le-François

Zie ook lijsten van de kantons en de gemeentes.

## Meurthe-et-Moselle
- Briey
- Lunéville
- Nancy
- Toul

Zie ook lijsten van de kantons en de gemeentes.

## Meuse
- Bar-le-Duc
- Commercy
- Verdun

Zie ook lijsten van de kantons en de gemeentes.

## Moselle
- Forbach-Boulay-Moselle
- Metz
- Thionville
- Sarrebourg-Château-Salins
- Sarreguemines

## Vosges
- Épinal
- Neufchâteau
- Saint-Dié-des-Vosges

Zie ook lijsten van de kantons en de gemeentes.